# Marco Kehl-Gómez
Marco Kehl-Gómez (* 1. Mai 1992 in Zürich) ist ein Schweizer Fussballspieler. Er steht seit Januar 2022 beim deutschen Oberligisten SGV Freiberg unter Vertrag.

## Karriere
Kehl-Gómez, der eine spanische Mutter und einen Schweizer Vater hat, spielte in seiner Jugend für Juventus Zürich und für Grasshopper Zürich. Seit der Saison 2008/09 wurde er auch im Reserveteam von Grasshopper Zürich eingesetzt und kam in der Saison 2011/12 sogar in sieben Pflichtspielen für die erste Mannschaft zum Einsatz. Im Pokalspiel gegen den SC Kriens erzielte er im Elfmeterschiessen ein Tor. Für die Hinrunde der Saison 2012/13 wurde er an den Zweitligisten FC Lugano verliehen. Zur Saison 2013/14 wechselte der Verteidiger nach Auflösung seines Vertrages in die deutsche Regionalliga Südwest zum SC Pfullendorf, bei dem er vor allem in der Innenverteidigung eingesetzt wurde. Nach dem Abstieg des SC Pfullendorf in die Oberliga am Ende der Saison 2013/14 ging Kehl-Gómez zum Drittligisten Chemnitzer FC. Er unterschrieb einen Vertrag bis 2016 mit Option auf Verlängerung bis 2017. Für die Chemnitzer kam er meist im Mittelfeld zum Einsatz. In der Winterpause 2015/16 wechselte er in die Regionalliga Südwest zur SV Elversberg.
Ab dem Sommer 2017 spielte Kehl-Gómez beim 1. FC Saarbrücken, für den er als Stammspieler in zwei Jahren 63 wettbewerbsübergreifende Pflichtspiele absolvierte. Zur Regionalligasaison 2019/20 verpflichtete Rot-Weiss Essen den Schweizer und stattete ihn mit einem Zweijahresvertrag aus. Im Anschluss an die Saisonvorbereitung wurde er zum neuen Mannschaftskapitän ernannt. Im Sommer 2021 wechselte er in die 3. Liga zu Türkgücü München. Doch schon ein halbes Jahr später schloss er sich dem SGV Freiberg in der Oberliga Baden-Württemberg an.